# Muntrecht
Het muntrecht, dat wil zeggen het recht om munten te slaan, is door de geschiedenis altijd een felbegeerd recht geweest.
Meestal was het muntrecht het alleenrecht van de koning of keizer. Deze bepaalde hoe zwaar en van wat voor samenstelling een munt diende te zijn en liet meestal zijn beeltenis op de munt slaan als propagandamiddel. Het voeren van de beeltenis van de vorst gaat al ver terug, tot de Perzen en Macedoniërs. De Romeinse keizers gebruikten munten bij uitstek om hun macht en verering in het hele rijk te verspreiden. Alhoewel het muntrecht was voorbehouden aan de Romeinse senaat, begon Julius Caesar al met het slaan van eigen geld in Gallië. En na hem deden de keizers dat steeds vaker. Tot de zilveren en gouden munten vrijwel uitsluitend vanuit het keizerlijk gezag werden geslagen. 
In de middeleeuwen was het muntportret niet meer realistisch weergegeven, maar de propaganda werd middels wapenschilden en tekst verbeeld. Vanaf de 16e eeuw is de vorst weer terug op de munten. In Nederland werd in de tijd van de Republiek na Leicester (1587) bewust geen vorst of stadhouder meer getoond. Symbolen als de Nederlandse leeuw, Pallas Athene, ridders, ruiters en schepen waren de symbolen van de Republiek zonder koning. Met Lodewijk Napoleon (1807) keerde het koningsportret weer terug op de Nederlandse munten.
In Nederland hadden veel landheren in de 11e en 12e eeuw het muntrecht van de koning verworden, zoals de hertogen van Gelre, Brabant, de graven van Holland en Vlaanderen en de bisschop van Utrecht. Ook kleinere heren claimden het muntrecht, zoals de heren van Bergh, Batenburg en Kuinre. De centrale overheid onder de Bourgondiërs en de Habsburgers probeerden de muntslag te centraliseren maar dat is nooit gelukt. In de tijd van de Republiek verzorgden de zeven provinciën de muntslag. Zes steden hadden bovendien tot het eind van de 17e eeuw eveneens muntrecht: Groningen, Zwolle, Kampen, Deventer, Zutphen en Nijmegen. Utrecht behield als stad nog langer het muntrecht. De provinciale en stedelijke munt van Utrecht zou zijn voortzetting vinden in de Rijksmunt.
De reden dat het muntrecht zo felbegeerd was, was het feit dat degene die het heeft een aanzienlijke mate van invloed uit kan oefenen op de economie en de handel. Met de komst van het papiergeld is dat feit eigenlijk alleen maar sterker geworden, omdat via de drukpers de geldvoorraad nu naar believen gemanipuleerd kon worden. Toen het geld nog voornamelijk van munten met een bepaald gewicht bestond was de voorraad beschikbaar muntmetaal een beperking waar ook de koning niet omheen kon.